# アクバル廟

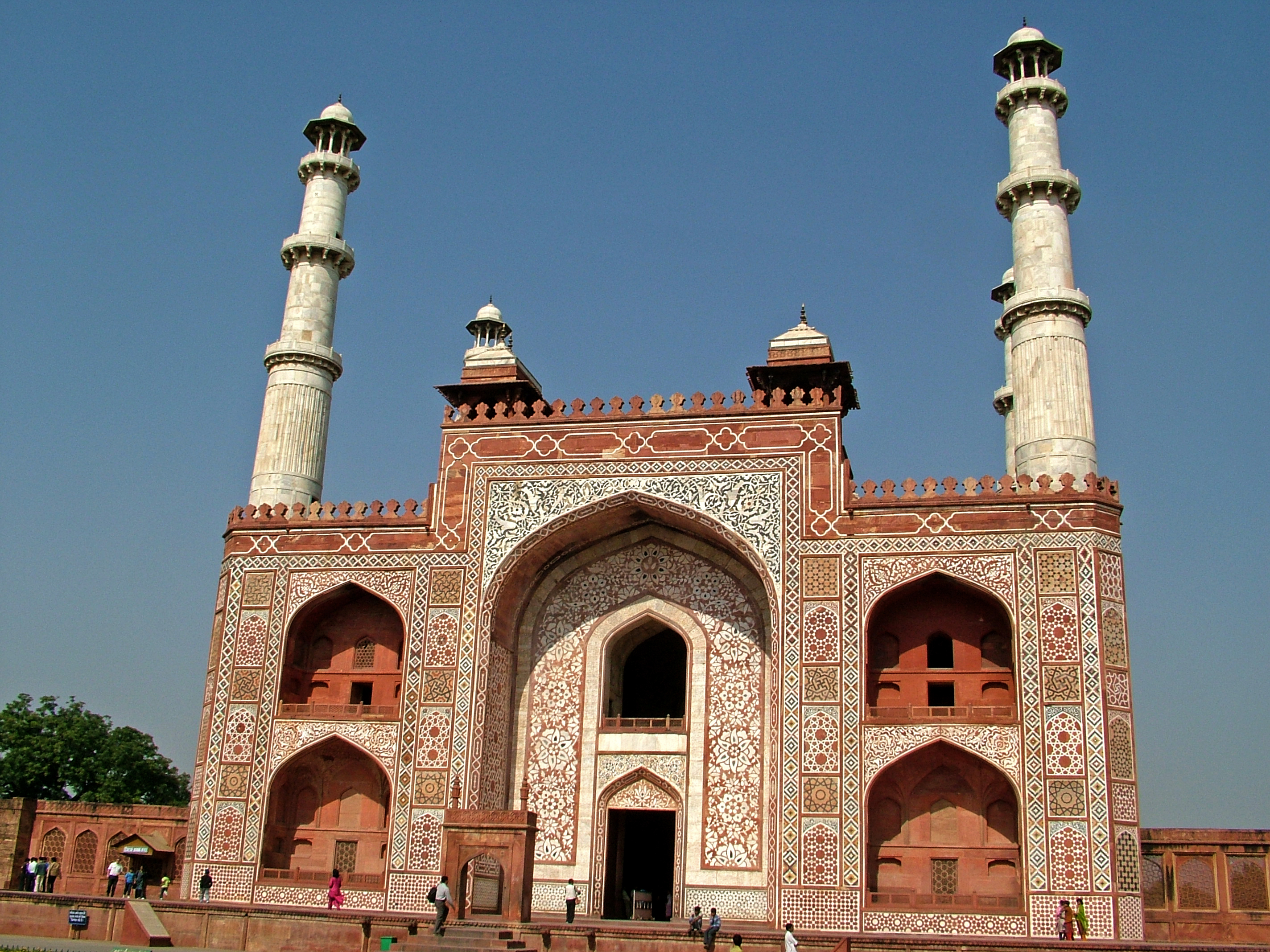
アクバル廟

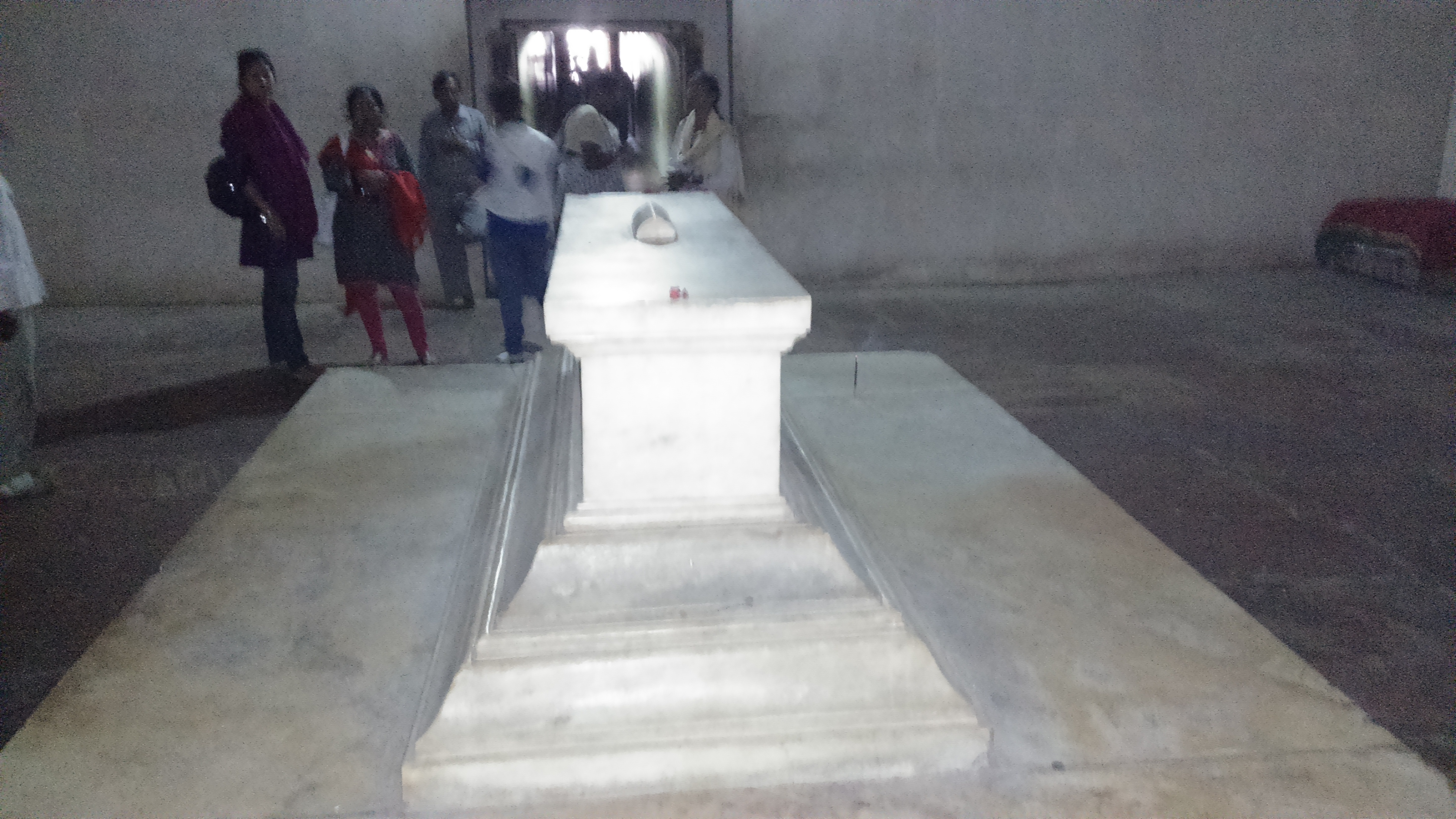
アクバル廟の内部

アクバル廟（アクバルびょう、ウルドゥー語: اکبر کا مقبرہ, 英語: Tomb of Akbar）は、インドのハリヤーナー州、アーグラ県の都市アーグラにある、ムガル帝国の皇帝アクバル大帝の墓廟。ムガル建築の代表例である。

## 歴史
1605年にアクバルが死亡したのち、アーグラのシカンドラーで建設が始まり、1613年に建築が終了した。
1687年、アウラングゼーブの治世にアクバル廟はジャートによって荒らされた。その際、廟の高価な宝石類や金銀の硬貨は持ち出され、アクバルの遺骨は火の中に投げ込まれた。